# Палаццо Ручеллаї
43°46′17″ пн. ш. 11°14′59″ сх. д. / 43.77127778° пн. ш. 11.24959722° сх. д.
Палаццо Ручеллаї (італ. Palazzo Rucellai) — палац епохи Відродження у Флоренції, зведений Бернардо Росселліно між 1446 та 1451 рр. за проєктом Леона Альберті, на замовлення флорентійця і мецената епохи Відродження Джованні Ручеллаї (не плутати з поетом Джованні Ручеллаї).
Фасад будівлі вважають одним з перших зразків світської архітектури епохи Відродження, з пілястрами та антаблементом як основними елементами композиції. Стіни справляють враження могутності, особливо великий руст на стіні першого поверху, на якому розташовувався цойґгаус. Кожен з трьох поверхів будівлі, на зразок римського Колізею, декорований пілястрами одного з трьох класичних ордерів: на першому поверсі — доричний, (у Колізеї тосканський), на другому Альберті помістив замість іонічного ордера пілястри з оригінальною капітеллю, розробленою ним самим, а третій поверх прикрашає коринфський ордер у дещо спрощеному варіанті. Вікна на другому і третьому поверхах здвоєні під арками.
Внутрішній дворик палацу нагадує дворик Шпиталю невинних Брунеллескі . Цілком імовірно, що його архітектором був не Альберті. Навпроти Палаццо — Лоджія Ручеллаї (Loggia Rucellai), де проводилися прийоми та бенкети для торгових партнерів, святкувалися весілля.
Документів, що свідчать про зведення Лоджії та Палаццо Леоном Альберті, немає, але так стверджує Джорджо Вазарі у своєму «Життєписі найславетніших живописців, скульпторів і зодчих», виданому в 1568 році..

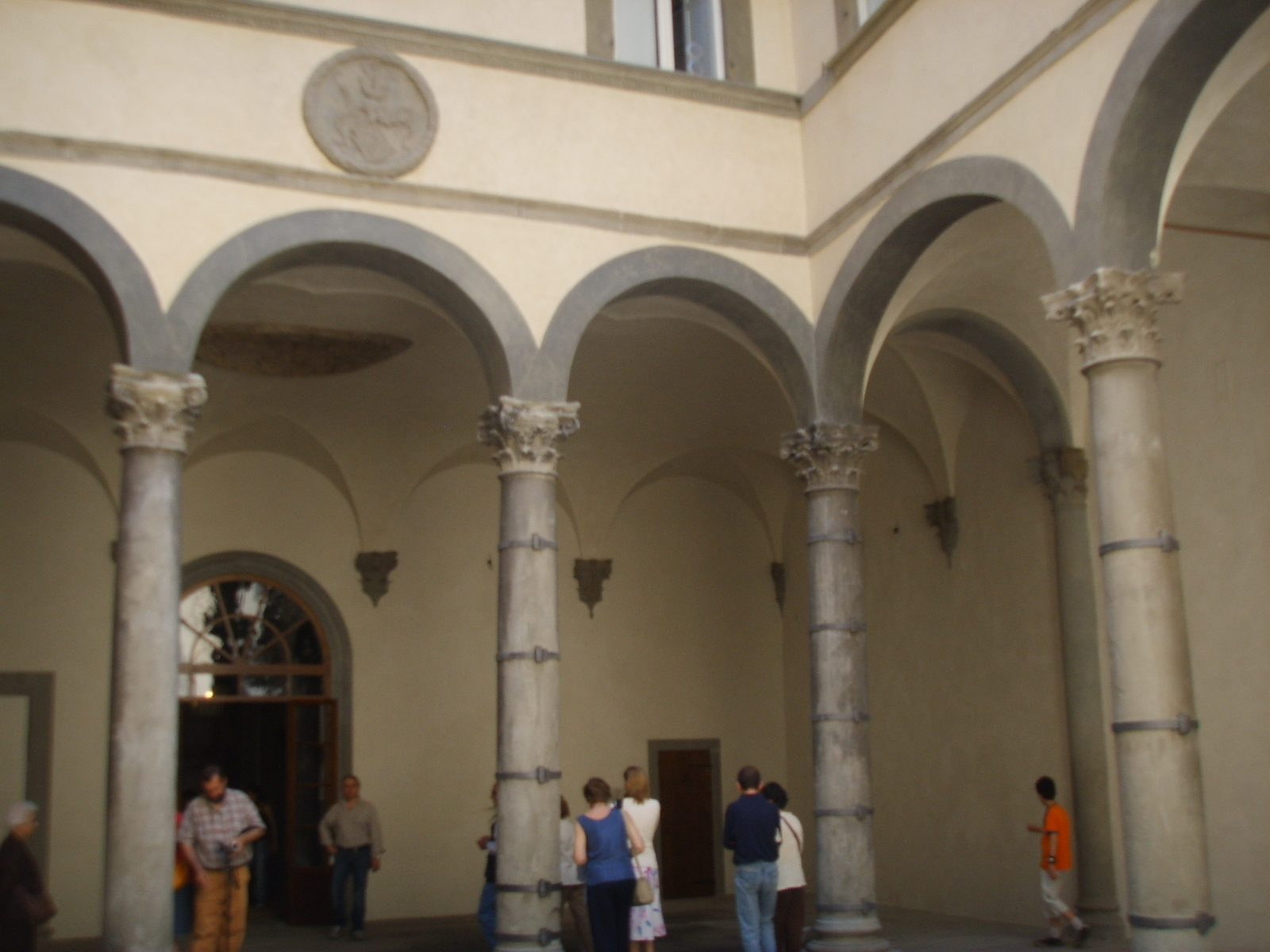
Внутрішній дворик
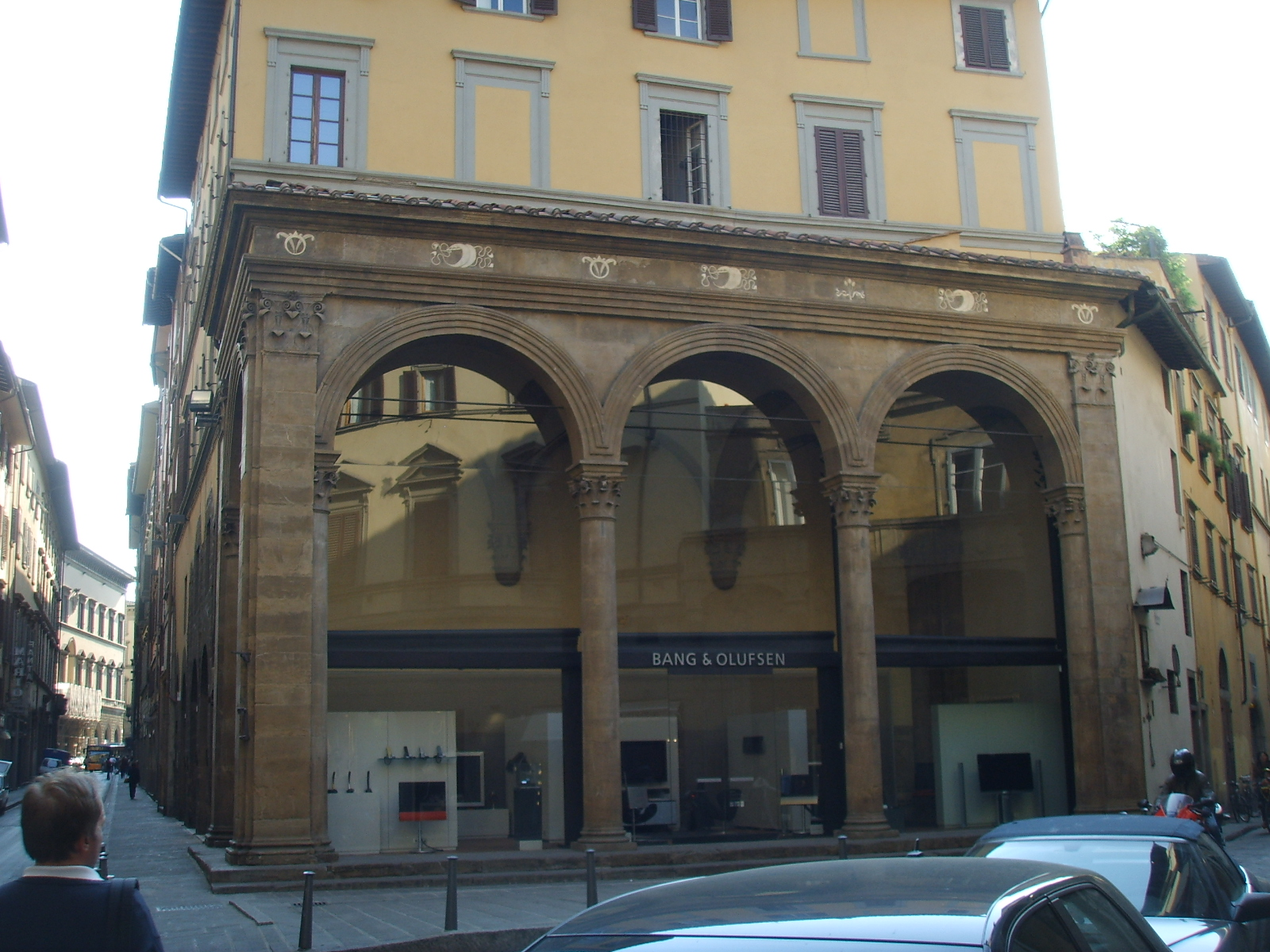
Лоджія